# Andrea Esquivel
Andrea Esquivel es una actriz y cantante colombiana, reconocida por su participación en las películas Afuera del tiempo y Luz y en las series de televisión Las pasantes y La nocturna.

## Carrera
Esquivel realizó su formación en música y artes dramáticas en el Berklee College of Music Colombia y en la Academia Charlot. Inició su carrera participando en algunas obras en el Teatro Nacional, logrando repercusión en su país en la década de 2010 al registrar apariciones en series de televisión como Tu voz estéreo, Pasantes y La nocturna. En 2019 integró el reparto de las producciones cinematográficas Afuera del tiempo y Luz.

## Filmografía

### Televisión
| Año  | Título                  | Personaje             | Canal              |
| ---- | ----------------------- | --------------------- | ------------------ |
| 2017 | Tu voz estéreo          |                       | Caracol Televisión |
| 2019 | Las pasantes            | Cristina              | Canal Capital      |
| 2020 | La Nocturna             |                       | Caracol Televisión |
| 2021 | Enfermeras              | Dra Alba              | Canal RCN          |
| 2022 | Noticia de un secuestro | Maruja Pachón (joven) | Prime Vídeo        |
| 2023 | Tía Alison              | Agatha Tatiana López  | Canal RCN          |

### Programas
| Año  | Título                  | Personaje    |
| ---- | ----------------------- | ------------ |
| 2015 | La ciencia de la música | Presentadora |

### Cine
| Año  | Título                               | Personaje |
| ---- | ------------------------------------ | --------- |
| 2015 | Vida, muerte y renacer (corto)       |           |
| 2019 | Sicosexual                           |           |
| 2019 | Afuera del tiempo                    | Roberta   |
| 2019 | Luz                                  | Laila     |
| 2023 | El actor, el director y la guionista |           |